# Melchior Tavernier
Pour les articles homonymes, voir Tavernier.
Melchior Tavernier (1594 - Paris, 1665) est un graveur et libraire français. Il eut pour apprenti Abraham Bosse. Fils de Gabriel II Tavernier, graveur et marchand d'estampes à Paris, il eut quatre frères et sœurs : Jean-Baptiste (1605–1689), Gabriel III (baptisé en 1613), Daniel et Marie. On a constamment confondu jusqu'ici Melchior Tavernier avec son oncle Melchior Tavernier, qui, selon Nagler, naquit à Anvers en 1544.
Il suit son apprentissage chez Thomas de Leu et en 1621, date où Abraham Bosse signe chez lui un contrat d’apprentissage, Melchior Tavernier est établi avec son frère Gabriel à Paris, sur le pont Marchant. 1618, il est nommé graveur et imprimeur en taille-douce du Roi. En 1622, il s’installe dans l’île de la Cité, où il demeure d’abord rue du Harlay puis, dès 1627, il s’installe à l'enseigne de l’Épi d’or, en face du quai de la Mégisserie.   
À la fin de l'année 1628, il reçoit commande de planches gravées pour les Éloges et discours sur la triomphante Reception du Roy en sa ville de Paris, après la réduction de La Rochelle (1629). Son fonds de commerce est racheté en 1644 par le libraire Pierre Mariette. 

## Œuvres
Illustrations
Tavernier, en tant que libraire, gravait ou complétait les planches gravées qu'il achetait pour différents ouvrages, parmi lesquels :
- Alessandro Francini, Livre d’architecture contenant plusieurs portiques de differentes inventions, sur les cinq ordres de colomnes (1631) (http://architectura.cesr.univ-tours.fr/Traite/Auteur/Francini.asp?param= )
- Pierre Le Muet, Règles des cinq ordres d'architecture de Vignolle (1632) (http://architectura.cesr.univ-tours.fr/Traite/Notice/ENSBA_LES0916.asp?param= )

Cartes
- Plan de la ville de Paris (1630)
- Plan de la ville de Toulouse (1631)
- Carte géographique des postes qui traversent la France (1632). Sur des dessins de Nicolas Sanson.
- Le vray et primitif heritage de la couronne de France (1642)
- Jean du Breuil, Perspective pratique (1642) (http://architectura.cesr.univ-tours.fr/Traite/Notice/Gonse53.asp?param= )
- Carte sur le siège de Nancy durant la Guerre de Trente Ans  .